# Temporada 1986 del Campeonato de Galicia de Rally
La temporada 1986 fue la edición 8º del Campeonato de Galicia de Rally. Comenzó el 23 de febrero en el Rally Botafumeiro y terminó el 8 de noviembre en el Rally de La Coruña.

## Calendario
| N.º | Fecha             | Rally                                 | Resultados |
| --- | ----------------- | ------------------------------------- | ---------- |
| 1   | 22-23 de febrero  | 2.º Rally Botafumeiro                 | Resultados |
| 2   | 20 de abril       | 3.º Rally de Noia                     | Resultados |
| 3   | 4 de mayo         | 20.º Rally do Lacón                   | Resultados |
| 4   | 6-8 de junio      | 19.º Rally de Ourense                 | Resultados |
| 5   | 12-13 de julio    | 4.º Critérium Calvo Ciudad de Cristal | Resultados |
| 6   | 9-10 de agosto    | 22.º Rally Rías Baixas                | Resultados |
| 7   | 6-7 de septiembre | 17.º Rally de Ferrol                  | Resultados |
| 8   | 11-12 de octubre  | 8.º Rally San Froilán                 | Resultados |
| 9   | 8 de noviembre    | 16.º Rally de La Coruña               | Resultados |

## Clasificación
| Pos. | Piloto                         | 1 BOT | 2 NOI | 3 LAC | 4 OUR | 5 CRI | 6 RBX | 7 FER | 8 SFR | 9 COR |
| ---- | ------------------------------ | ----- | ----- | ----- | ----- | ----- | ----- | ----- | ----- | ----- |
| 1.   | José Mora                      | 1     | 1     | 2     | 3     | 2     | 2     | 1     | Ret   |       |
| 2.   | Alfonso Pavón                  | 2     | 4     | 3     | 6     | 3     | 3     | 3     | Ret   |       |
| 3.   | Germán Castrillón              | 3     | 2     | 4     | 5     | 4     |       | 2     | Ret   |       |
|      | Enrique Fernández López «Vila» | 4     | 5     | 5     | 7     |       | 5     |       |       |       |
|      | Chema Rodríguez                | 6     | 7     |       |       | 8     |       | 4     |       |       |
|      | «Peitos»                       | Ret   |       | 1     | 4     |       |       |       | Ret   |       |
|      | Arturo Rial                    |       | 3     | 6     |       |       |       |       |       |       |
|      | «Cleherc II»                   |       |       |       |       | 5     | 4     |       | Ret   |       |
|      | Diego Barcia                   | 5     | 8     |       |       |       |       |       |       |       |
|      | José Manuel Paradela           |       | 10    |       | 8     |       |       |       |       |       |
|      | Manuel Senra                   | 10    |       |       |       | 9     |       |       |       |       |
|      | Jano Outeiriño                 |       |       |       | 11    | 6     |       | 6     |       |       |
|      | José Luis Montero              |       | 6     |       |       |       |       |       |       |       |
|      | Ricardo Vidal                  |       | 9     |       |       |       |       |       |       |       |